# Всероссийский научно-исследовательский институт метрологической службы
Всероссийский научно-исследовательский институт метрологической службы — российская организация, подведомственная Росстандарту.
Выполняла функции научно-методического центра российской системы калибровки и системы сертификации средств измерений центра метрологии и метрологического обслуживания измерительных систем. Проводила исследования и разработки в области аккредитации измерительных лабораторий и оказывала методическую и техническую помощь промышленности в проведении этих работ.

## История
Организация прослеживала свою историю до 18 сентября 1900 года, когда была открыта Поверочная палатка торговых мер и весов в Москве — первая метрологическая организация в России за пределами Санкт-Петербурга. В 1922 году палатка была преобразована в Московскую палату мер и весов, в 1927 году — в Палату мер и весов РСФСР, в 1930 году — в Палату мер и стандартов РСФСР (Росмерстандарт), которая существовала до августа 1933 года.
В 1931 году расположенная в Ленинграде головная организация в области метрологии — Главная палата мер и весов — была переименована во Всесоюзный научно-исследовательский институт метрологии и стандартизации (ВИМС). В 1932 году на основе части лабораторий Росмерстандарта был создан московский филиал института. В 1934 году московский филиал был преобразован в Российский научно-исследовательский институт метрологии (РОНИИМ), а также было создано самостоятельное Московское управление мер и весов (в дальнейшем — Отдел мер и весов). В 1937 году РОНИИМ и московский Отдел мер и весов были объединены в Московский государственный институт мер и весов (МГИМВ). В 1939 году его переименовали в Московский государственный институт мер и измерительных приборов, в 1955 году — во Всесоюзный научно-исследовательский институт Комитета стандартов, мер и измерительных приборов при Совмине СССР, в 1963 году — во Всесоюзный научно-исследовательский институт Государственного комиета стандартов Совета Министров СССР.
В 1973 году организация разделилась на Всесоюзный научно-исследовательский институт метрологической службы (ВНИИМС) и Московский центр стандартизации и метрологии.
В 2024 году две подведомственных Росстандарту организации — ФБУ «Ростест-Москва» и ФГБУ «ВНИИМС» — были преобразованы в Федеральное бюджетное учреждение «Научно-исследовательский центр прикладной метрологии — Ростест» (ФБУ «НИЦ ПМ — Ростест»).

## Деятельность
Задачи:
- исследования и формирование государственной политики в области обеспечения единства измерений в Российской Федерации;
- создание развитой метрологической инфраструктуры в Российской Федерации;
- оптимизация, поддержание и развитие эталонной базы Российской Федерации.

Основные направления деятельности:
- научно-методические основы законодательной метрологии;
- научно-методические основы прикладной (промышленной) метрологии;
- фундаментальные и теоретические исследования;
- научно-техническое сотрудничество с международными региональными и национальными организациями по метрологии.